# Медики Чикаго
«Ме́дики Чика́го» (англ. Chicago Med) — американский драматический телесериал, созданный Диком Вульфом и  Мэттом Олмстедом. Это третья по счёту часть франшизы «Чикаго». Премьера «Медиков Чикаго» состоялась на телеканале NBC 17 ноября 2015 года. Сериал рассказывает о буднях докторов и медсестёр отделения скорой помощи больницы в Чикаго.
27 февраля 2020 года NBC продлил телесериал на шестой, седьмой и восьмой сезоны. Премьера седьмого сезона состоялась 22 сентября 2021 года.
10 апреля 2023 года телеканал NBC продлил телесериал на девятый сезон. Премьера девятого сезона телесериала состоится на NBC 17 января 2024 года.

## Актёры и персонажи

### Основной состав
- Ник Гелфусс — доктор Уилл Холстед (сезоны 1 — 8), бывший пластический хирург, ныне лечащий врач в отделении скорой помощи. Младший брат Джея Холстеда (Джесси Ли Соффер) из сериала «Полиция Чикаго». В последней серии 8 сезона увольняется из «Чикаго Мед» и уезжает в Сиэтл к Натали Мэннинг.
- Яя Дакоста  —  Эйприл Секстон (сезоны 1—6), медсестра отделения скорой помощи, американка бразильского происхождения. У неё есть младший брат Ноа, студент-медик, который на третьем курсе начинает работать в больнице. Подруга детства лейтенанта Келли Северрайда из «Пожарных Чикаго». В шестом сезоне она подаёт заявку на участие в программе обучения фельдшеров, а в премьерной серии седьмого сезона «Ты не всегда можешь доверять тому, что видишь», выясняется, что она приступила к учёбе.
- Торри Девито — доктор Натали Мэннинг (сезоны 1—6; гостевая роль в сезоне 7), педиатр из Сиэтла. которая проходит практику в неотложной помощи в первом сезоне, а в пятом сезоне становится лечащим врачом. Вдова, муж которой погиб в бою во время службы в армии. В эпизоде «Связанный» первого сезона у неё рождается сын Оуэн. В премьерной серии седьмого сезона «Ты не всегда можешь доверять тому, что видишь» она покидает «Чикаго Мед» и уезжает вместе с Оуэном после того, как признаётся Шэрон Гудвин, что украла у своего бывшего жениха, доктора Уилла Холстеда, экспериментальные  лекарства для своей матери.
- Рэйчел Дипилло — доктор Сара Риз (сезоны 1—3; гостевая роль в четвёртом сезоне). Студентка четвертого курса медицинского факультета, которую не прельщает работа в скорой помощи, и она планирует стать патологоанатомом. После окончания медицинского колледжа она передумывает и проходит ординатуру по психиатрии. В премьерной серии четвертого сезона «Будь моей лучшей половинкой» она переходит из «Чикаго Мед» в Бэйлор после того, как доктор Дэниэл Чарльз узнает, что её отец подозревается в серийных убийствах, и у них происходит конфликт.
- Колин Доннелл — доктор Коннор Роудс (сезоны 1—5), кардиоторакальный хирург из Чикаго, который провел некоторое время в Эр-Рияде. В первом сезоне он работает травматологом, но переключается на кардиоторакальную хирургию В премьере пятого сезона «Никогда не возвращаясь к нормальной жизни» он покидает «Чикаго Мед» после смерти своего отца Корнелиуса и самоубийства своей коллеги и бывшей подруги Авы Беккер, убившей Корнелиуса.
- Брайан Ти — доктор Итан Чой (сезоны 1 — 8), резервист Военно-морских сил США, заведующий отделением скорой помощи, бывший главный ординатор отделения скорой помощи, специализируется на инфекционных заболеваниях. Вернулся в США после службы на авианосце USS Carl Vinson в качестве военного врача.
- С. Эпата Меркерсон — Шэрон Гудвин (сезон 1 — настоящее время), бывшая операционная медсестра, ныне руководительница службы пациентов и медицинских услуг (главный администратор) медицинского центра Gaffney Chicago.
- Оливер Платт — доктор Дэниэл Чарльз (сезон 1— настоящее время), заведующий отделением психиатрии, который помогает другим врачам справляться с психологическими аспектами или трудными пациентами. Он является выпускником Пенсильванского университета.
- Марлайн Барретт — Мэгги Локквуд (сезон 1 — настоящее время), старшая медсестра отделения скорой помощи, которая не боится высказывать свое мнение, когда дело доходит до обучения ординаторов. В пятом сезоне у неё диагностируют рак молочной железы с метастазами, но ей удаётся вылечиться. Впоследствии она выходит замуж за Бена Кэмпбелла, также болевшего раком.
- Норма Кулинг — доктор Ава Беккер (повторяющаяся роль во втором сезоне, основная роль в сезонах 3—5), хирург-травматолог из Южной Африки. Она соперничает с доктором Коннором Роудсом на профессиональной основе, и в конечном итоге их соперничество перерастает в романтические отношения, которые заканчиваются после того, как отец Коннора утверждает, что Ава соблазнила и спала с ним, чтобы убедить его финансировать гибридную операционную Коннора. В финальной серии четвертого сезона «С отважным сердцем» Коннор отвергает её попытки примирения, а затем подозревает, что она убила его отца. В премьерной серии пятого сезона «Никогда не вернусь в норму» она кончает жизнь самоубийством после того, как признаётся, что убила отца Коннора в стремлении вернуть его назад.
- Доминик Рейнс[англ.] — доктор Крокетт Марсель (сезон 5 — настоящее время), новый травматолог в «Чикаго Мед».
- Стивен Уэбер — доктор Дин Арчер (сезон 7 — настоящее время; повторяющаяся роль в сезоне 6), опытный врач скорой помощи и бывший наставник Чоя в ВМФ.
- Гай Локкард — доктор Дилан Скотт (сезон 7 — настоящее время), бывший офицер полиции Чикаго, который перешел в медицину.
- Кристен Хагер — доктор Стиви Хаммер (сезон 7), новый врач, которая училась в медицинском колледже вместе с Уиллом, имеет психически нездоровую мать, склонную к бродяжничеству. В 14 серии покидает Чикаго Мед и возвращается в Мичиган, чтобы дать второй шанс своему распавшемуся браку.
- Джесси Шрэм — доктор Ханна Ашер (сезон 7 - настоящее время; повторяющаяся роль в сезонах 5 — 6), врач акушер-гинеколог, наркозависимая в завязке. Имела любовные отношения с Уиллом Холстедом, который помогал ей преодолеть её наркозависимость. В премьерной 6-го сезона уезжает из Чикаго в Калифорнию. В 16-м эпизоде 7-го сезона возвращается в «Чикаго Мед» на работу в неотложное отделение. В отношениях с Митчеллом Рипли.
- Люк Митчелл - доктор Митчелл «Митч» Рипли (сезон 9 - настоящее время), лечащий врач неотложной медицинской помощи. В начале 9 сезона имеет напряжённые отношения с доктором Чарльзом, т.к. тот был его лечащим врачом в детстве. Встречается с Ханной Ашер.
- Даррен Барнетт (англ.) - доктор Джон Фрост (сезон 10 - настоящее время), ординатор по педиатрической неотложной медицине, работал в больнице Джексона Монро и перевелся в Мед, чтобы закончить ординатуру из-за закрытия первой. До прихода в медицину он снялся в детском телевизионном шоу. Родители Джона плохо распорядились его карьерой бывшей телезвезды и украли все деньги, которые он заработал, что заставило его обидеться на них.
- Сара Рамос - доктор Кейтлин Леннокс (сезон 10 - настоящее время), является заведующей отделением неотложной помощи. Чрезвычайно строга в отношении правил и норм, придерживается серьезного подхода и почти одержима эффективностью, предполагая, что она может быть в спектре аутизма. С закрытием больницы Джексона Монро Шэрон Гудвин приглашает Кейтлин в больницу на должность соруководителя отделения неотложной помощи вместе с Дином Арчером.

## Эпизоды
| Сезон | Сезон | Эпизоды | Оригинальная дата показа | Оригинальная дата показа | Рейтинг Нильсена | Рейтинг Нильсена    |
| Сезон | Сезон | Эпизоды | Премьера сезона          | Финал сезона             | Ранк             | Зрители в США (млн) |
| ----- | ----- | ------- | ------------------------ | ------------------------ | ---------------- | ------------------- |
|       | 1     | 18      | 17 ноября 2015           | 17 мая 2016              | 37               | 9.83                |
|       | 2     | 23      | 23 сентября 2016         | 11 мая 2017              | 28               | 9.47                |
|       | 3     | 20      | 21 ноября 2017           | 15 мая 2018              | 27               | 10,10               |
|       | 4     | 22      | 26 сентября 2018         | 22 мая 2019              | 15               | 11,04               |
|       | 5     | 20      | 25 сентября 2019         | 15 апреля 2020           | 12               | 11.22               |
|       | 6     | 16      | 11 ноября 2020           | 26 мая 2021              | 9                | 9.74                |
|       | 7     | 22      | 22 сентября 2021         | 25 мая 2022              | 11               | 9.11                |
|       | 8     | 22      | 21 сентября 2022         | 24 мая 2023              | 10               | 8.46                |
|       | 9     | 13      | 17 января 2024           | 22 мая 2024              | TBA              | TBA                 |
|       | 10    | 22      | 25 сентября 2024         | 21 мая 2025              | TBA              | TBA                 |

## Производство
16 января 2015 года было объявлено, что NBC решил запустить третий сериал в рамках франшизы производства Дика Вульфа «Пожарные Чикаго» и «Полиция Чикаго» — «Медики Чикаго». Пилотный эпизод проекта был показан в рамках третьего сезона «Пожарные Чикаго» как девятнадцатый эпизод «I Am the Apocalypse», транслировавшийся 7 апреля 2015 года.
На основные роли во встроенном пилоте было приглашено пять актёров. 16 января 2015 года Ник Гелфусс стал первым актёром, утверждённым на участие в проекте: он получил роль брата Джея Холстеда из «Полиции Чикаго». 9 февраля Яя Дакоста подписалась играть роль молодой медсестры и основной героини в спин-оффе. 13 февраля лауреат «Эмми» С. Эпата Меркерсон и ветеран другой франшизы NBC «Закон и порядок» была приглашена на роль главы больницы. 20 февраля было объявлено, что Лори Холден будет играть роль жесткого и бесстрашного хирурга. Три дня спустя Оливер Платт стал последним дополнением к пилоту, получив роль психиатра.
1 мая 2015 года NBC заказал съемки первого сезона сериала для трансляции в телесезоне 2015/16 годов. После этого было объявлено, что сериал стартует в середине сезона, по аналогии с «Полиция Чикаго». Кастинг на основные роли продолжился в мае 2015 года. 30 мая Колин Доннелл присоединился к шоу в регулярной роли. 5 июня было объявлено, что сериал переместился в расписании с середины сезона на сентябрь, сменяя отложенную новинку Heartbreaker в девятичасовом слоте вторника, после The Voice.
12 августа 2015 года было объявлено, что Холден решила покинуть сериал после съемок пилотного эпизода по личным причинам. Рекастинга, однако, не будет, но в проект планируется добавить ещё три женских персонажа. Следом было объявлено, что одну из этих трёх ролей получила Торри Девито. Рейчел Дипильо позже получила вторую роль. 8 сентября Марлайн Барретт получила третью женскую роль, играя нахального и дерзкого доктора. 11 декабря 2015 года после показа 4 серий с высоким рейтингом NBC заказал еще пять эпизодов, в результате чего общее число эпизодов в первом сезоне будет 18.